# Clarissa Davis
Clarissa Davis, née le 4 juin 1967 à San Antonio, au Texas, est une joueuse, entraîneuse et dirigeante américaine de basket-ball. Elle a également évolué avec les équipes turques de Galatasaray SK et Fenerbahçe SK avec qui elle a remporté le titre de championne de Turquie. Elle travaille aux Spurs de San Antonio de 1999 à 2002, puis aux Silver Stars de San Antonio de 2002 à 2006.

## Biographie

### Carrière professionnelle
Clarissa Davis a été sélectionnée par le Mercury de Phoenix au deuxième tour de la draft WNBA 1999 en 22e position. Elle a disputé quatorze matchs avec le Mercury, avec une moyenne de 9,3 points par match lors de sa seule saison dans la ligue.

## Palmarès
- Troisième des Jeux olympiques 1992
- Championne du monde 1986
- Vainqueur des Jeux panaméricains 1987
- Membre du Women's Basketball Hall of Fame